# Боб Ділан: Цілковитий незнайомець
«Боб Ділан: Цілковитий незнайомець» (англ. A Complete Unknown) — американський музично-біографічний фільм 2024 року, знятий Джеймсом Менголдом. Фільм заснований на суперечливому переході Боба Ділана на інструменти з електричним підсиленням. Головну роль виконав Тімоті Шаламе.

## Сюжет
У 1961 році Боб Ділан переїжджає до Нью-Йорка, прагнучи зустрітися зі своїм кумиром Вуді Гатрі, який нещодавно потрапив до лікарні. Ділан зустрічається з Гатрі разом зі своїм близьким другом Пітом Сігером у лікарні. Ділан виконує пісню, яку він написав для Гатрі, і вражає обох фолк-музикантів. Сігер запрошує Ділана до своєї сім'ї, поступово втягуючи новачка в нью-йоркську фолк-сцену. На концерті Ділан знайомиться з Сільві Руссо, зачаровуючи її своїми протилежними поглядами та розповідями про роботу на карнавалі. У них починаються стосунки, і вони з'їжджаються.
Після виступу Джоан Баез Сігер представляє Ділана на вечорі відкритого мікрофону, де були присутні керівники індустрії та менеджер Альберт Гроссман. Ділан фліртує з Баез і вражає натовп, що спонукає Гроссмана взяти його клієнтом прямо на місці. Ділан починає працювати над альбомом, але лейбл змушує його записувати переважно кавери. Продажі платівки погані, що розчаровує Ділана.
Перед від'їздом у тривалу шкільну подорож до Європи Руссо свариться з Діланом. Її засмучує його відстороненість і навмисне намагання приховати від неї своє минуле. Незважаючи на це, вона заохочує його наполягати на записі власної музики. Поки її немає, Ділан використовує політичні та соціальні заворушення, щоб знайти прихильників для своїх соціально свідомих пісень. Це привертає увагу Баез, і вони починають роман та мистецьку співпрацю. Руссо починає підозрювати професійну близькість Ділана з Баз, і до 1965 року Ділан і Руссо розлучаються.
Досягнувши слави, але не отримавши творчої свободи, Ділан нарікає на те, що він зобов'язаний очікуванням індустрії та спільноти фолк-музики. Довгоочікувані гастролі з Баез закінчуються катастрофою; суперечка про его Ділана, а також вимоги Баез грати його популярні пісні замість нового матеріалу призводять до того, що Ділан йде зі сцени посеред виступу.
Бажання звільнитися від очікувань спонукає Ділана до експериментів з електрогітарою та рок-інструментами — суперечливого напряму на фолк-сцені, де у переважній більшості віддають перевагу простим акустичним аранжуванням. Ділан збирає свій гурт і починає записувати альбом Highway 61 Revisited. Новий напрямок Ділана викликає особливе занепокоєння у комітету з планування фолк-фестивалю в Ньюпорті, який найняв Ділана хедлайнером заходу 1965 року, але побоюється, що він може дебютувати зі своїм новим звучанням, яке викликає розбіжності.
Ділан запрошує Руссо на фестиваль, сподіваючись розпалити з нею стосунки. Вона погоджується, але, побачивши дует («It Ain't Me Babe») між ним і Баез, розуміє, що їй ніколи не буде комфортно в їхніх стосунках, засмучується і йде. Комітет намагається вплинути на Ділана, щоб він не робив електронну музику, і врешті-решт вдається до пристрасного благання Сігера, який нагадує Ділану, що на кону стоїть робота його власного життя. Сп'янілий Джонні Кеш заохочує Ділана зіграти шоу нової музики з електрогітарою, і Ділан здійснює свій план. Реакція натовпу дуже бурхлива — люди гучно лаються і жбурляють предмети у виконавців. Комітет, включно із Сігером, намагається вимкнути звук, але Гроссман і дружина Сігера Тоші перешкоджають цьому. Ділан спочатку відмовляється від прохання Сігера та організаторів фестивалю виконати народну пісню на біс, але поступається, коли Кеш пропонує йому свою гітару.
Наступного ранку, на виїзді з Ньюпорта, Баез наздоганяє Ділана і зауважує, що той «переміг», що він нарешті отримав свободу від усіх, якої прагнув. Ділан востаннє відвідує Гатрі перед тим, як покинути місто на мотоциклі.

## Актори
- Тімоті Шаламе — Боб Ділан
- Едвард Нортон — Піт Сіґер
- Моніка Барбаро — Джоан Баез
- Ель Феннінг — Сільві Руссо[en]
- Бойд Голбрук — Джонні Кеш
- Ден Фоґлер — Альберт Ґроссман[en]
- Нік Офферман — Алан Ломакс[en]
- Пі Джей Бірн — Гарольд Левенталь
- Скут Макнейрі — Вуді Гатрі
- Кейлі Картер — Марія Малдор[en]
- Біг Білл Морганфілд — Джессі Моффетт
- Майкл Чернус — Теодор Бікель

## Виробництво

### Зйомки
Про початок роботи над картиною стало відомо в січні 2020 року. Тімоті Шаломе виконав роль Боба Ділана, режисером виступив Джеймс Менголд. Сценарій фільму, заснований на книзі Елайджі Волда «Dylan Goes Electric», простежив перехід автора-виконавця від фолку до рок-музики. Сценарій фільму написав Джей Кокс. Тоді ж почалася підготовка до зйомок, але після початку пандемії коронавірусу, зйомки було відкладено. Менголд зустрічався з Діланом з приводу фільму і заявив, що він здійснив редагування сценарію, а також давав поради Шаламе. В інтерв'ю в жовтні 2023 року Шаламе розповів, що працює з тією самою командою репетиторів з вокалу і руху, яка працювала з Остіном Батлером для його ролі у фільмі «Елвіс» (2022). У грудні 2022 року фільм отримав назву «Цілковитий незнайомець».
У квітні 2023 року Менголд заявив, що основні зйомки, ймовірно, почнуться в серпні 2023 року в Нью-Йорку та Монреалі, проте їх відклали в липні через страйк SAG-AFTRA 2023 року. На початку 2024 року зйомки запланували розпочати наприкінці березня 2024 року, і очікувалося, що вони відбуватимуться у всьому Нью-Джерсі. Зйомки почалися 16 березня. Виробництво завершилося наприкінці червня 2024 року. Нортон розповів, що протягом трьох місяців зйомок Шаламе був «невблаганним» у зануренні в роль Ділана, не контактуючи з друзями чи відвідувачами на знімальному майданчику. На знімальному майданчику Менголд часто називав Шаламе «Бобом», а в списку учасників зйомок він значився як «Боб Ділан».

## Випуск
У липні 2024 року вийшов тизер-трейлер. Прем'єра відбулася 10 грудня 2024 року в кінотеатрі «Долбі» в Голлівуді. Фільм вийшов у США 25 грудня 2024 року, а у Великій Британії, Ірландії та Україні — у січні 2025 року.

## Сприйняття
На сайті агрегатора рецензій Rotten Tomatoes 77 % з 231 відгука критиків є позитивними, із середньою оцінкою 7,4/10. Консенсус на сайті такий: «Заряджена електричним виконанням Тімоті Шаламе, ця балада Боба Ділана, можливо, не проникне під шкіру загадкового артиста, але змусить вас відчути себе так, ніби ви провели час у його компанії». Metacritic, який використовує середньозважену оцінку, присвоїв фільму 71 бал зі 100, спираючись на 55 критиків, що свідчить про «загалом сприятливі» відгуки. Глядачі, опитані CinemaScore, поставили стрічці середню оцінку «А» за шкалою від A+ до F, а опитані PostTrak — 93 % позитивних оцінок, причому 76 % сказали, що «однозначно рекомендують» її до перегляду.
Браян Таллеріко в рецензії на RogerEbert.com присвоїв фільму 3.5 зірки з 4. Він відзначив «солідні акторські роботи, непомітну режисуру й органічний монтаж». Пітер Бредшоу в рецензії для The Guardian також високо оцінив гру акторів і поставив фільму 5 зірок із 5, назвавши Шаламе «гіпнотичним» у ролі Ділана. Кайл Сміт у рецензії для The Wall Street Journal також високо оцінив здатність Шаламе передати різні грані особистості Ділана, включно з «гордовитим повітрям» автора пісень і його творчим генієм. Сміту особливо сподобалося виконання пісні «It Ain't Me Babe» дуетом між Монікою Барбаро (грає Джоан Баез) і Шаламе, назвавши його «вражаючим».
У неоднозначній рецензії Джон Ньюджент з Empire поставив фільму 3 зірки з 5. Він похвалив гру акторів, але йому не сподобалося, що фільм «не виходить за безпечні межі» і «невдало намагається знайти щось свіже». У негативній рецензії Річарда Броуді з The New Yorker фільм розглядається, як порожнє представлення кар'єри Ділана. Броуді пише: «Фільм пропонує відповіді, що варіюються від порожніх до штучних, випускаючи практичні моменти і маніпулюючи датами та іменами, щоб сконцентрувати драму на невеликій кількості історичних особистостей». В іншій негативній рецензії для The Forward Сет Роговой називає фільм «звичайним голлівудським байопіком», критикує режисуру, яка пішла «мейнстримним шляхом», що «пропонує поверхневий, спрощений погляд на цю видатну історію», а також критикує історичні неточності і протиставляє підхід фільму документальним фільмам, таким як «Don't Look Back», у передачі особистості Ділана.